# NHK冈山放送局
NHK冈山放送局（日语：NHK岡山放送局），又译NHK冈山广播电视台，是日本放送協會位於冈山縣冈山市、負責主管冈山縣當地事務的地方广播电视台（放送局）。

## 频道频率一览

### 电视频道
- NHK综合频道（呼号JOKK-DTV）：
- NHK教育频道（呼号JOKB-DTV）：

### 广播频率
- NHK第一套广播（呼号JOKK）：
- NHK第二套广播（呼号JOKB）：
- NHK调频广播（呼号JOKK-FM）：

## 外部連結
- NHK岡山放送局 （页面存档备份，存于）
- NHK岡山的X（前Twitter）